# Camille Lambert
Camille Nicolas Lambert né à Arlon en Belgique le 8 mai 1874 d'un père belge et d’une mère française et mort à Juvisy-sur-Orge en France le 10 septembre 1964, est un peintre postimpressionniste de scènes de genre, de marines et de paysages, ainsi que de scènes d'évocation historiques ou religieuses. Après la Première Guerre mondiale, il quitte son pays, et s’installe à Juvisy-sur-Orge, où il travaille et enseigne. Il fait don de sa maison à la commune en 1954. Une école et espace d'art contemporain qui portent son nom y sont installés.

## Biographie

### Formation et débuts
Après des études à l'Académie royale des beaux-arts de Liège, l'Académie royale des beaux-arts d'Anvers, et 
l'Académie royale des beaux-arts de Bruxelles, il expose à Paris, au Salon de la Société nationale des beaux-arts dont il est membre sociétaire. Camille Lambert choisit en 1894 de se consacrer pleinement à la peinture et délaisse la musique qu'il avait également étudiée dans la classe d'Eugène Ysaÿe professeur de violon dans laquelle il avait été admis le 19 septembre 1890 ; il quitte en effet le Conservatoire royal de Bruxelles, en dépit de son talent récompensé par le premier prix du conservatoire (flute et violon), et ce deux ans plus tard. Il obtient le deuxième Prix de Rome belge en 1904 avec une composition allégorique qu'il intitule Les Arts et la Paix qui embellissent la vie valent mieux que la gloire des armes. En 1911, il est invité à restaurer la fresque du XVIIIe siècle de la chapelle Saint-Donat, située dans l'Église Saint-Donat d'Arlon. Camille Lambert devient membre de l'association d'artistes Labeur. De 1935 à 1959, il est membre de l’Académie Luxembourgeoise, et expose également lors des  salons des artistes français.

### Le départ pour la France
Après la Première Guerre mondiale, peu après l’entrée du 
roi Albert à la tête de ses troupes à Bruxelles le 22 novembre 1918, dont Camille Lambert réalise une esquisse, il quitte la Belgique et s’installe, avec sa femme, son frère et sa sœur à Juvisy-sur-Orge.
Pour certains habitants de Juvisy-sur-Orge, ce départ de Belgique serait dû à une déception ; en effet, Camille Lambert décide de participer au début des années 1900 au Grand Prix de Rome de Belgique récompensant les meilleurs artistes du pays. Il doit alors gagner le premier Grand Prix mais la coutume belge de l’époque exige que la récompense soit attribuée alternativement tous les deux ans à un candidat flamand et à un candidat wallon. Ne venant pas de la région pouvant prétendre au premier prix cette année-là, il finit deuxième par défaut. Cette déconvenue pourrait expliquer le départ de Camille Lambert pour la France bien que quinze ans s’écoulent entre cet épisode et son déménagement. Cependant, d’autres motivations, plus probables, ont pu causer ce choix. Après la Première Guerre mondiale, l'immigration belge ne se limite plus aux départements du Nord, du Pas-de-Calais et des Ardennes. Certains  immigrants s'installent en Île-de-France, notamment à Juvisy-sur-Orge, où ils sont employés pour effectuer des travaux agricoles. Il est probable que Camille Lambert ait bénéficié de l’existence de réseaux belges le conduisant à s'installer à Juvisy-sur-Orge, notamment pour peindre les fresques  de Notre Dame de Lourdes à Athis-Mons.

### La maison-atelier de Camille Lambert

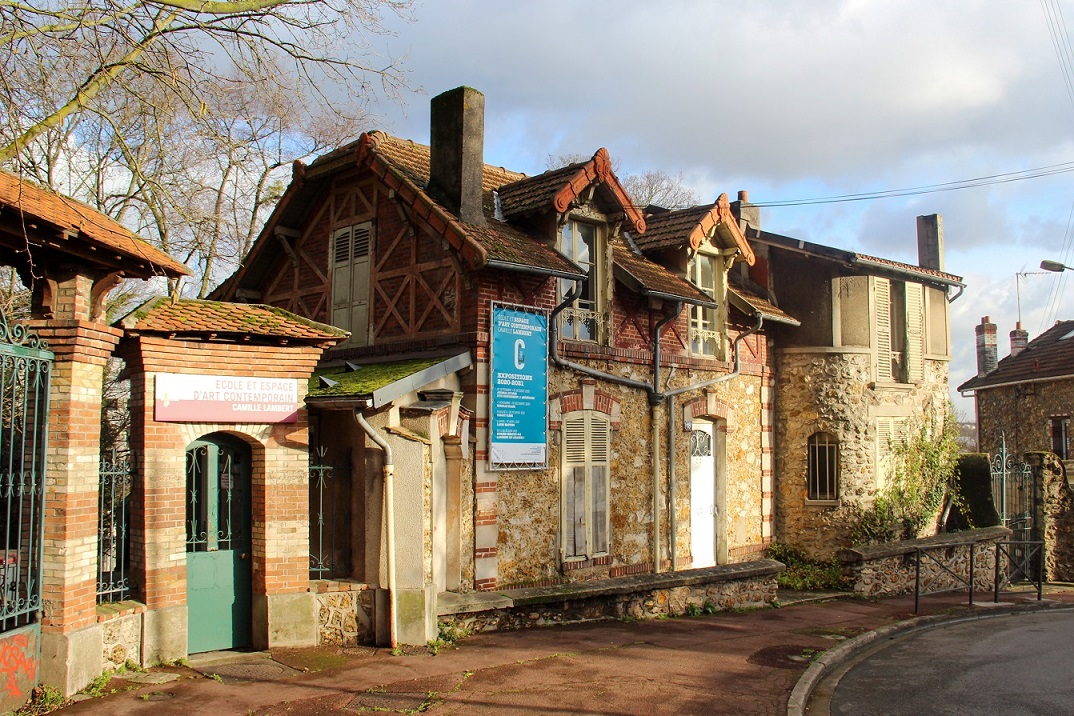
Maison-atelier de Camille Lambert, façade sud-ouest, côté avenue Gounod, photo École et Espace d'art contemporain Camille Lambert, 2021.

Le terrain où se situe le pavillon faisait partie au XVIIe siècle du parc du Château de Juvisy-sur-Orge et appartenait alors à Antoine Rossignol, président de la Chambre des comptes et conseiller estimé du roi Louis XIII, puis de Louis XIV. Après sa mort en 1682, le domaine est resté dans sa famille jusqu’en 1706. Durant près d’un siècle, différents propriétaires se sont succédé : le comte Auguste de Monttesuy (de 1807 à 1840), son fils Rodolphe Auguste Gustave de Monttessuy (de 1840 à 1881) puis sa veuve, Pauline Madeleine-Ximénès de Helfenstein qui morcela le domaine au début des années 1890. Le lot n° 28 correspondant à l'emplacement actuel de la maison de Camille Lambert fut acquis en 1890 par M. et Mme Dumas. Un plan datant de 1892 atteste de la construction d'une villa à cette date. En 1897, M. et Mme Dubard, déjà propriétaires d’un lot mitoyen, obtinrent la propriété par adjudication, dont ils revendirent la partie principale en 1899 à M. Haugou.  

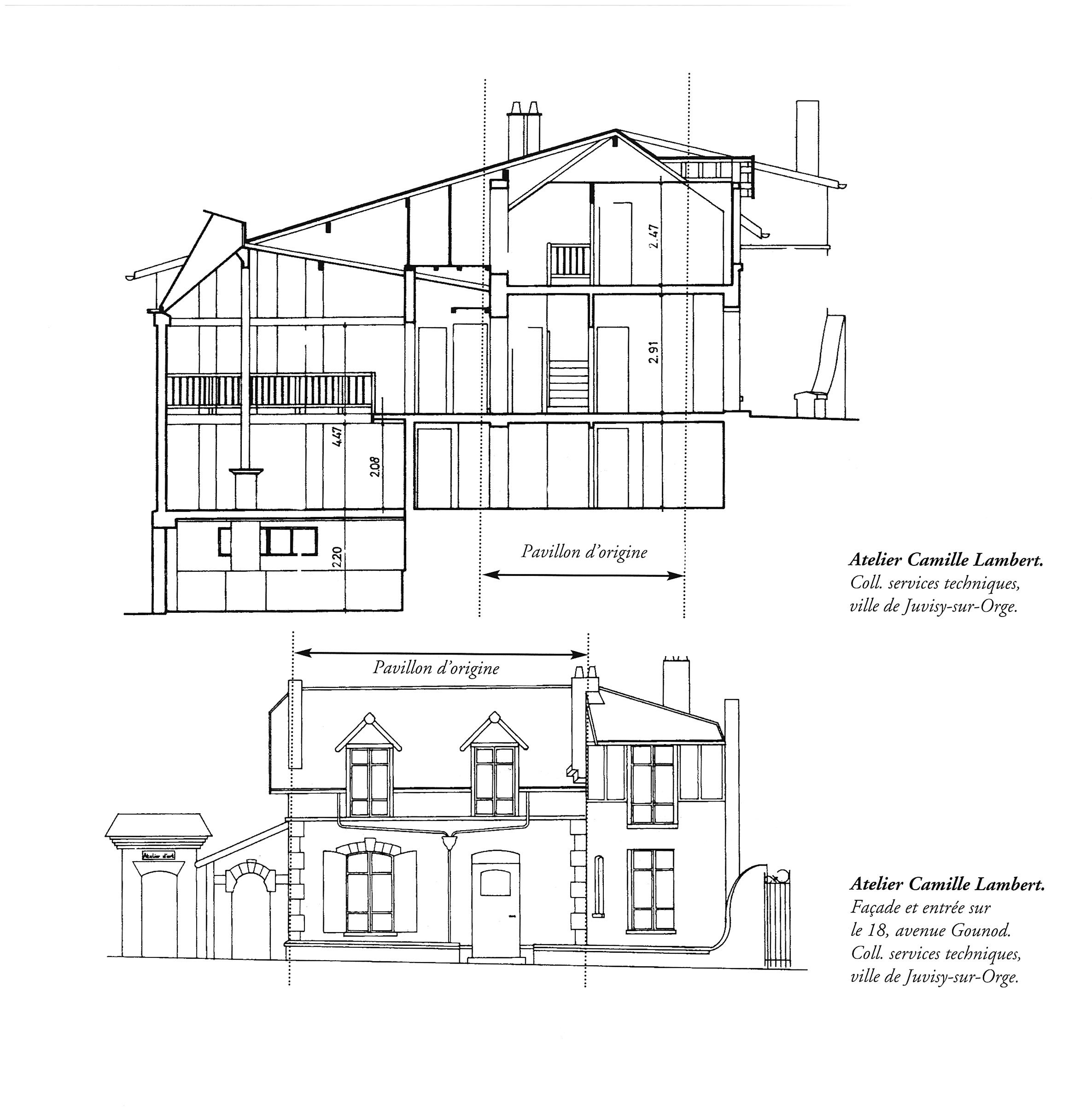
Façade et coupe de la maison de Camille Lambert, Collection services techniques, ville de Juvisy-sur-Orge.

Le 5 août 1919, Camille Lambert achète la maison et son terrain avec sa femme Amanda Laermans auprès de Elise Desprès, veuve de Florentin Georges Haugou, et de Pierre Georges Haugou pour la somme de 32 000 francs. Située avenue Gounod à Juvisy-sur-Orge, la maison dite « Villa Pierre » (cf. mention dans l’acte de vente) ou « Villa Le Verseau » (cf. plaque sur la façade coté Gounod) a donc été construite en 1890-91. Il s’agit d’un pavillon de chasse en meulières, une pierre extraite en Essonne et qui a fortement marqué l’histoire architecturale du département et plus largement de l’Île-de-France au début du XXe siècle. Le bâtiment est représentatif du développement pavillonnaire local historiquement lié à l’arrivée du chemin de fer en 1841, puis à la construction d’un nœud ferroviaire et d’une gare de triage à Juvisy-sur-Orge dans les années 1880. 
La maison qui s’élève sur deux étages possède des combles et est érigée sur un sous-sol avec un grand jardin, l’ensemble représente une superficie d’environ 2 430 mètres carrés. La maison-atelier possède des murs en pierre (meulières et moellons) recouverts en partie supérieure par un enduit gris. La pierre meulière est associée à la brique sur deux façades, dont celle donnant sur l’avenue Gounod. La toiture à longs pans et demi-croupe est recouverte de tuiles. La maison est dotée d’un escalier intérieur tournant à retours, en charpente. Une fresque d’une scène bucolique évoquant les Pays-Bas est encore sur les murs de l’ancienne cuisine de Camille Lambert au rez-de-chaussée du bâtiment.

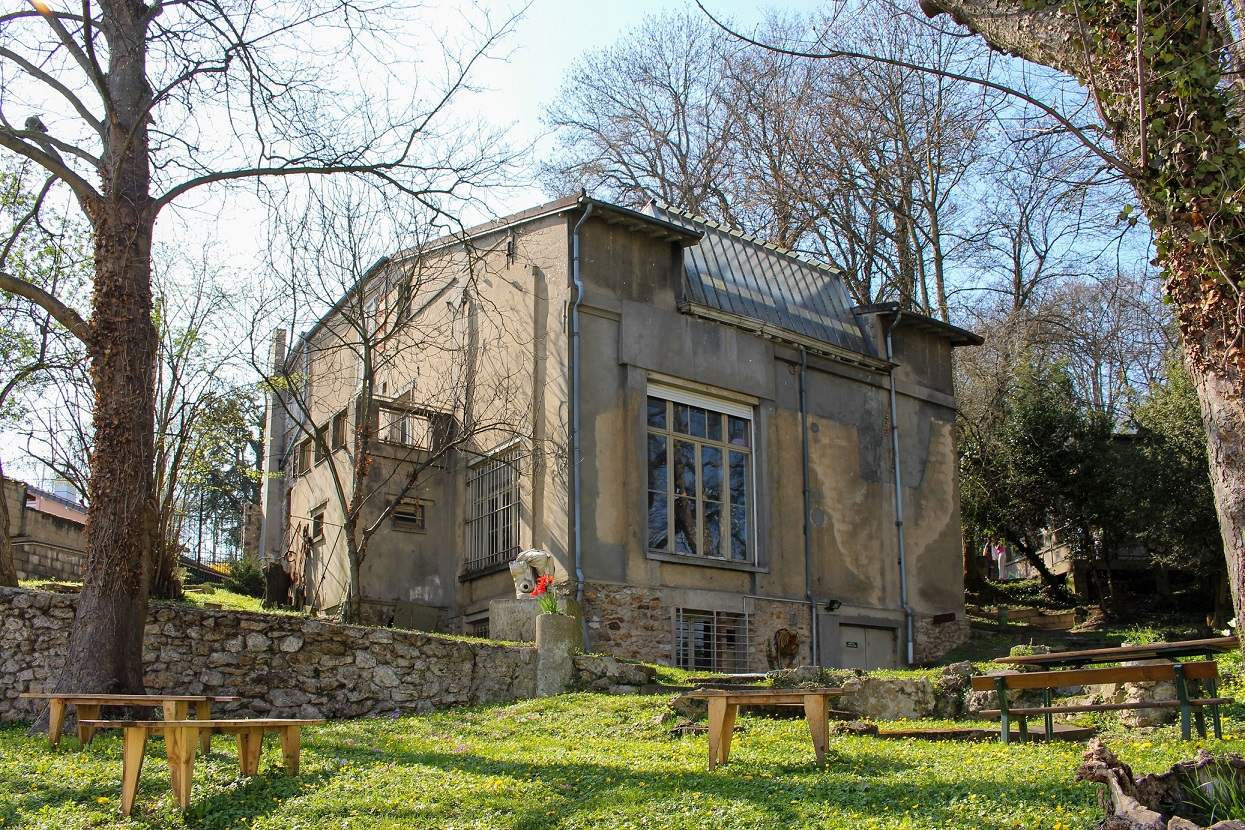
Maison-atelier de Camille Lambert, façades Est, photo École et Espace d'art contemporain Camille Lambert, 2013.

L'atelier ajouté par Camille Lambert en 1921 est largement éclairé par une verrière zénithale à double pan, une verrière sur l’un des murs et une fenêtre. Orientée vers le Nord-Est, d’une hauteur de plus de six mètres de haut, la pièce est surplombée d’une coursive. En cela, cet espace est caractéristique des ateliers tels qu’ils sont conçus depuis l’époque moderne : pourvus d’une grande hauteur, souvent traversés d’une mezzanine et idéalement dotés de verrières exposées à la lumière du Nord. La transformation du pavillon en maison-atelier participe du mouvement plus général d’implantation d’ateliers logements observé à Paris à partir des années 1850, puis qui s’étend à la région francilienne pendant la seconde moitié du XIXe siècle, certains artistes recherchant plus de calme et d’espace hors de la capitale. 
Le bâtiment est entouré d’un jardin qui comprend des éléments statuaires : des moulages représentant des figures antiques et mythologiques, acquis par Camille Lambert, ainsi qu’une tête de Minerve. Ce fragment provient des niches situées dans le fer à cheval de la terrasse du Parc des Grottes datant des aménagements du XVIIe siècle du parc du Château. À l'abandon durant l’entre-deux guerres, le bombardement de 1944 a fini d’endommager les statues qui s'y trouvaient. Camille Lambert a recueilli la tête de Minerve afin de la préserver.

### Artiste et enseignant

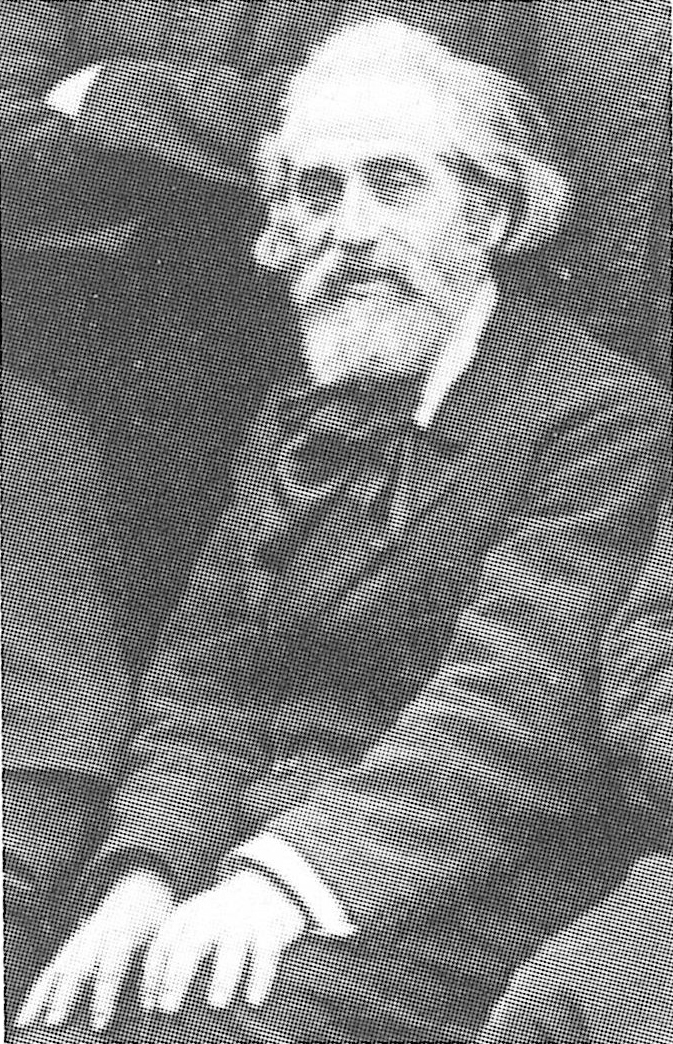
Camille Lambert vers 1925, collection Baudet.

Éloigné de la scène mondaine parisienne, Camille Lambert devient néanmoins un personnage local reconnu, décrit comme un homme généreux et fantasque, et se lie d'amitié avec l'astronome Camille Flammarion qui vit également à Juvisy-sur-Orge. 
En 1920, il reprend les cours de dessin artistique et industriel, de peinture, d’architecture et de gravure sur cuivre et sur bois qui étaient proposés avant la Première Guerre mondiale à l’école municipale de Juvisy-sur-Orge (née du transfert de l’école régionale de dessin de Montlhéry à Juvisy en 1901). Dès 1921, il assure également les cours de dessin du collège catholique Saint-Charles de Juvisy-sur-Orge. Il souhaite développer un enseignement accessible à tous. Camille Lambert se bat alors auprès de la municipalité pour bénéficier d’une subvention publique afin de subvenir aux dépenses de l’école et au traitement de son salaire, qu’il obtient en 1935.
Entre 1935 et 1938, il réalise pour l’église Notre-Dame de Lourdes du Val d'Athis-Mons des peintures à l’huile sur toile représentant les quinze mystères du rosaire. Ces vingt-deux tableaux sont ensuite encollés et marouflés sur les murs intérieurs de l'édifice. L’ensemble est détruit le 18 avril 1944 par les bombardements alliés visant la gare de triage de Juvisy-sur-Orge.
À la retraite depuis le début de la Seconde Guerre mondiale, Camille Lambert ouvre néanmoins dans son atelier des cours de dessin industriel et de dessin-peinture.

### Le legs de Camille Lambert

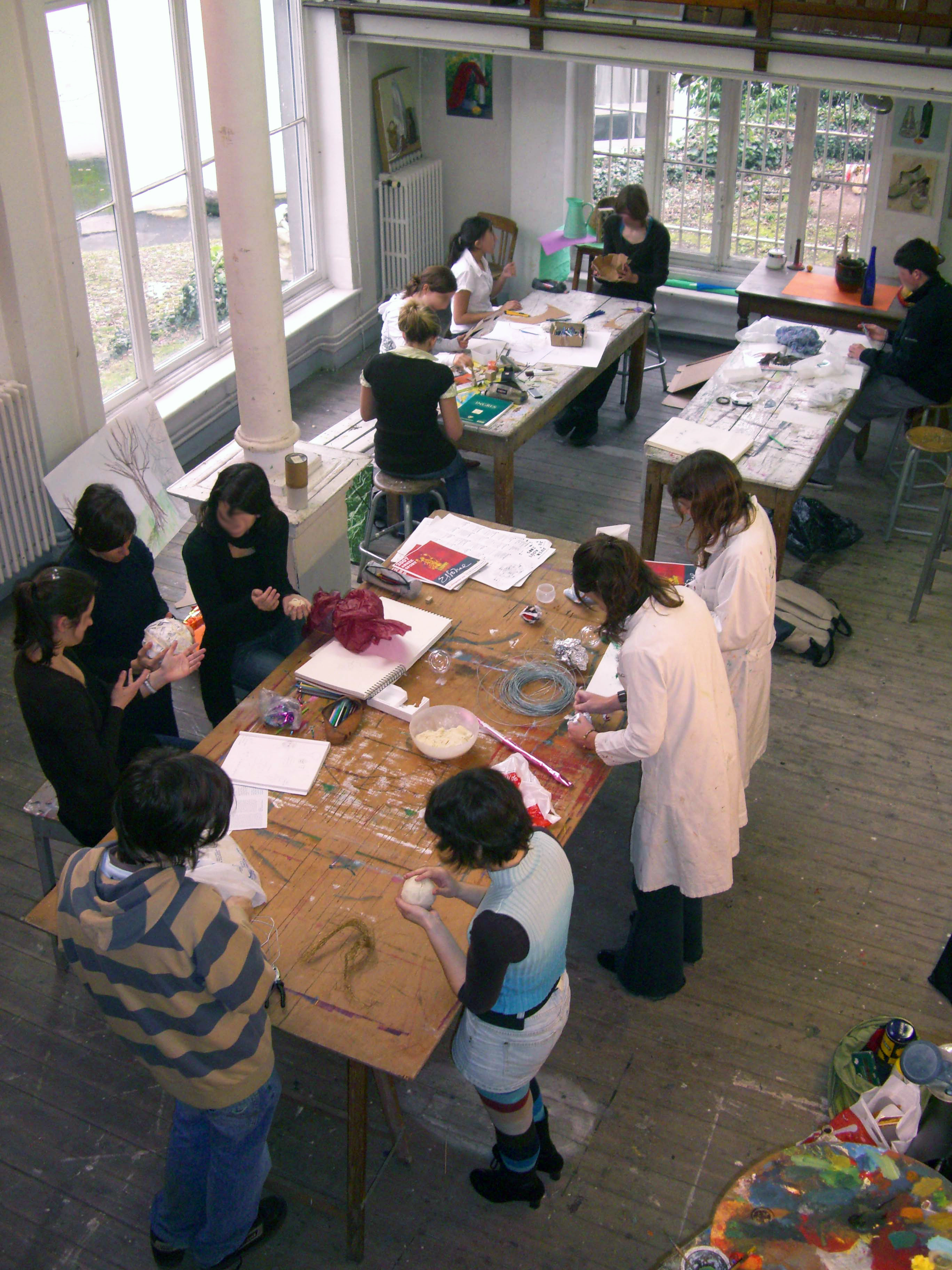
Cours d'arts plastiques dans l'atelier de Camille Lambert, 2008.

En 1948, frappé par une anémie cérébrale, la santé du peintre décline fortement, mais il continue à dispenser ses enseignements et propose dès 1954 de faire don de sa maison à la ville de Juvisy-sur-Orge, à condition que s’y établisse une « école municipale de peinture, dessin industriel et artistique, architecture, sculpture […] ».
Perdant peu à peu sa lucidité, il meurt le 10 septembre 1964, à l’âge de 90 ans. Il est enterré dans l’ancien cimetière de Juvisy-sur-Orge, rue Petit, auprès de sa femme.

## L'œuvre de Camille Lambert
Camille Lambert est un peintre du style classique et figuratif, sa palette est colorée. Ses toiles représentent des marines, portraits, figures, paysages, scènes historiques, religieuses et de genre. Sa peinture est qualifiée de postimpressionniste (comme en témoigne son tableau Jeunes filles à l’ombrelle chinoise) mais aussi de symboliste, luministe ou encore naturaliste. Il pratique également la gravure et l'eau-forte.
Outre les tableaux que détiennent des particuliers en Belgique et en France, quelques musées belges conservent des œuvres de Camille Lambert dans leurs collections. À Juvisy-sur-Orge, une grande peinture murale représentant l'ancien château de Rossignols-des-Roches dans sa facture du XVIIe siècle orne l'escalier d’honneur de l’hôtel de ville. La commune de Juvisy-sur-Orge a fait restaurer en 2021 un ensemble de douze toiles de Camille Lambert en prévision de leur exposition au musée Gaspar à Arlon de juin 2021 à juin 2022. 

### Œuvres identifiées

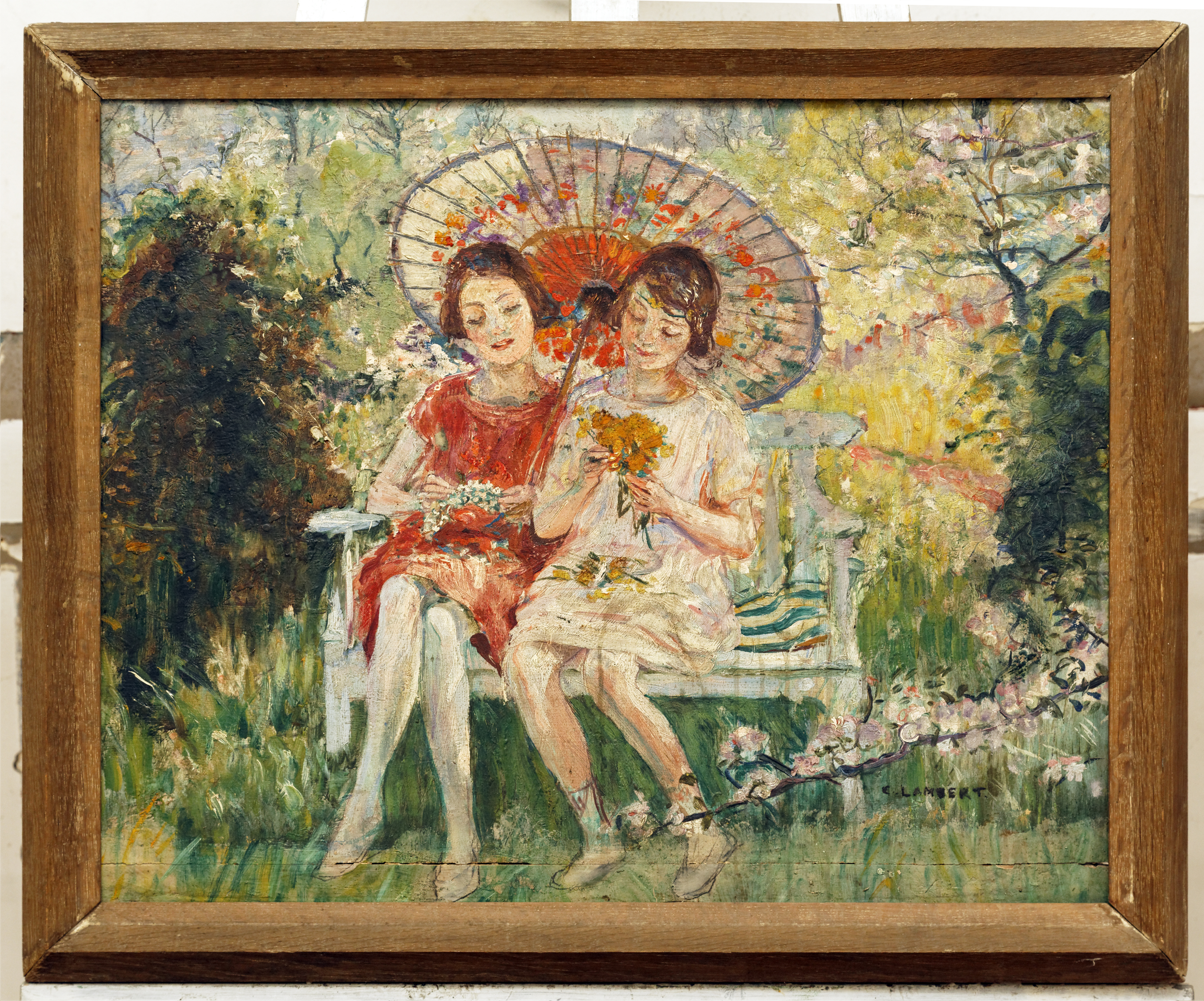
Camille Lambert, Jeunes filles à l'ombrelle chinoise.
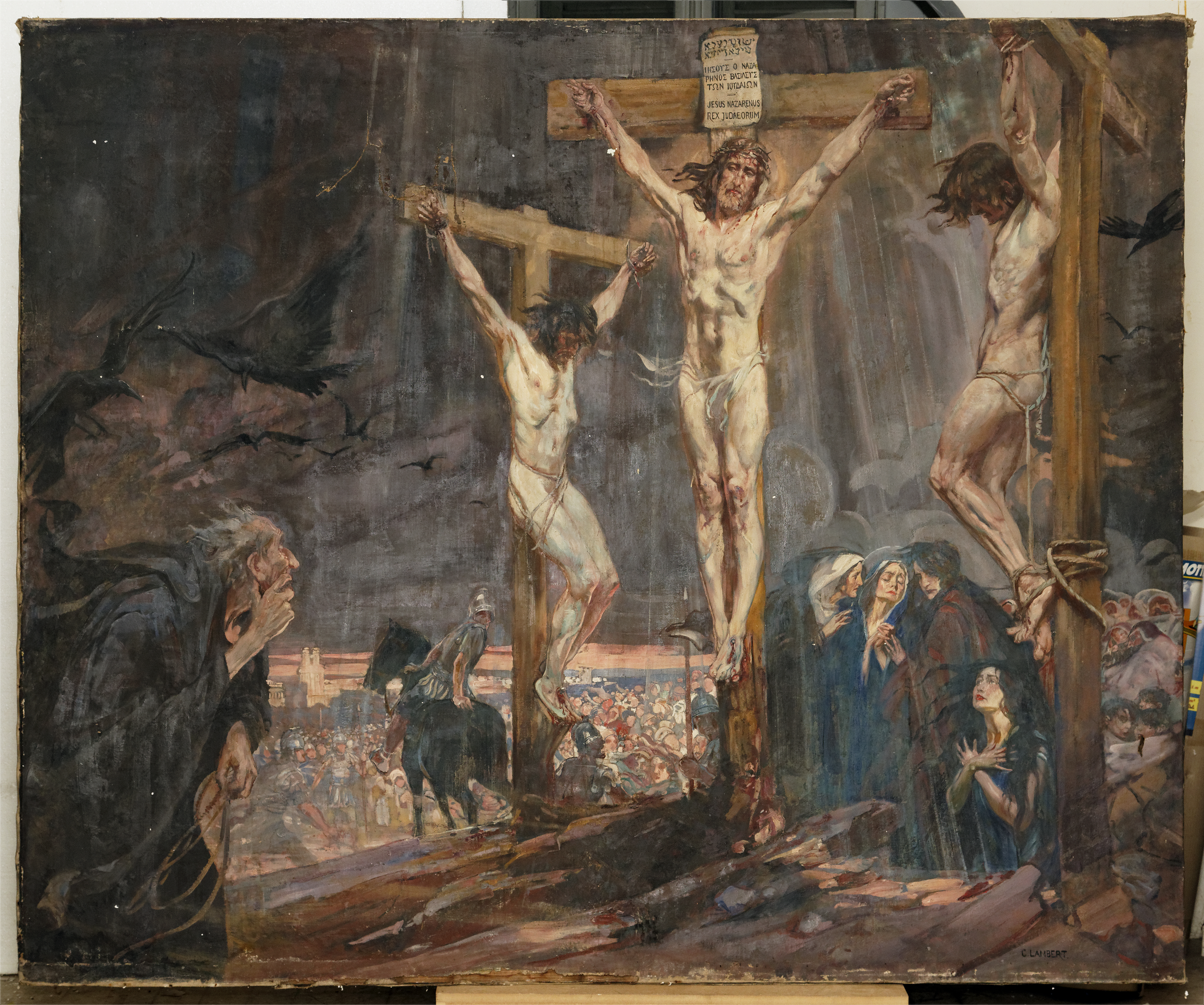
Camille Lambert, Le Golgotha.
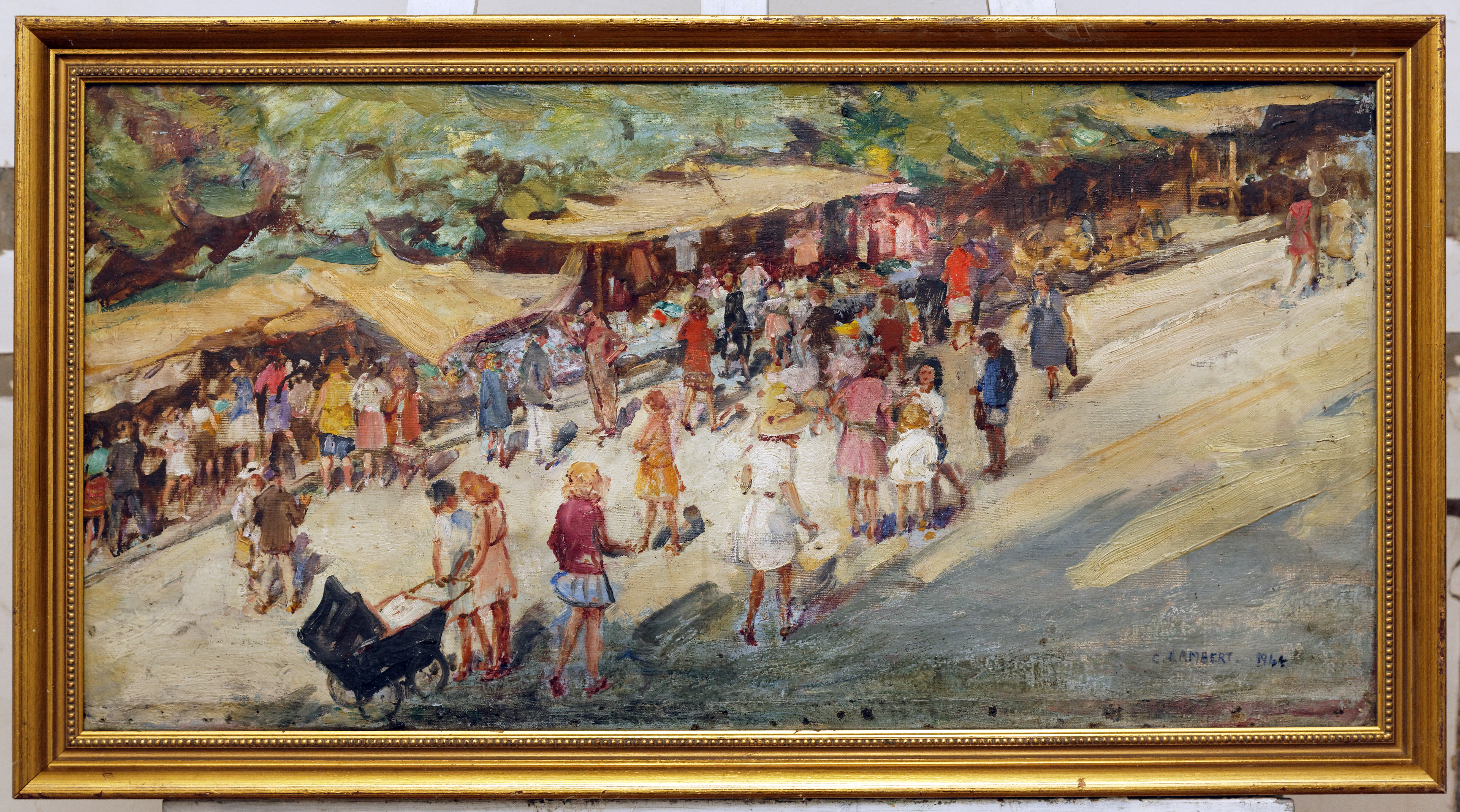
Camille Lambert, La braderie.
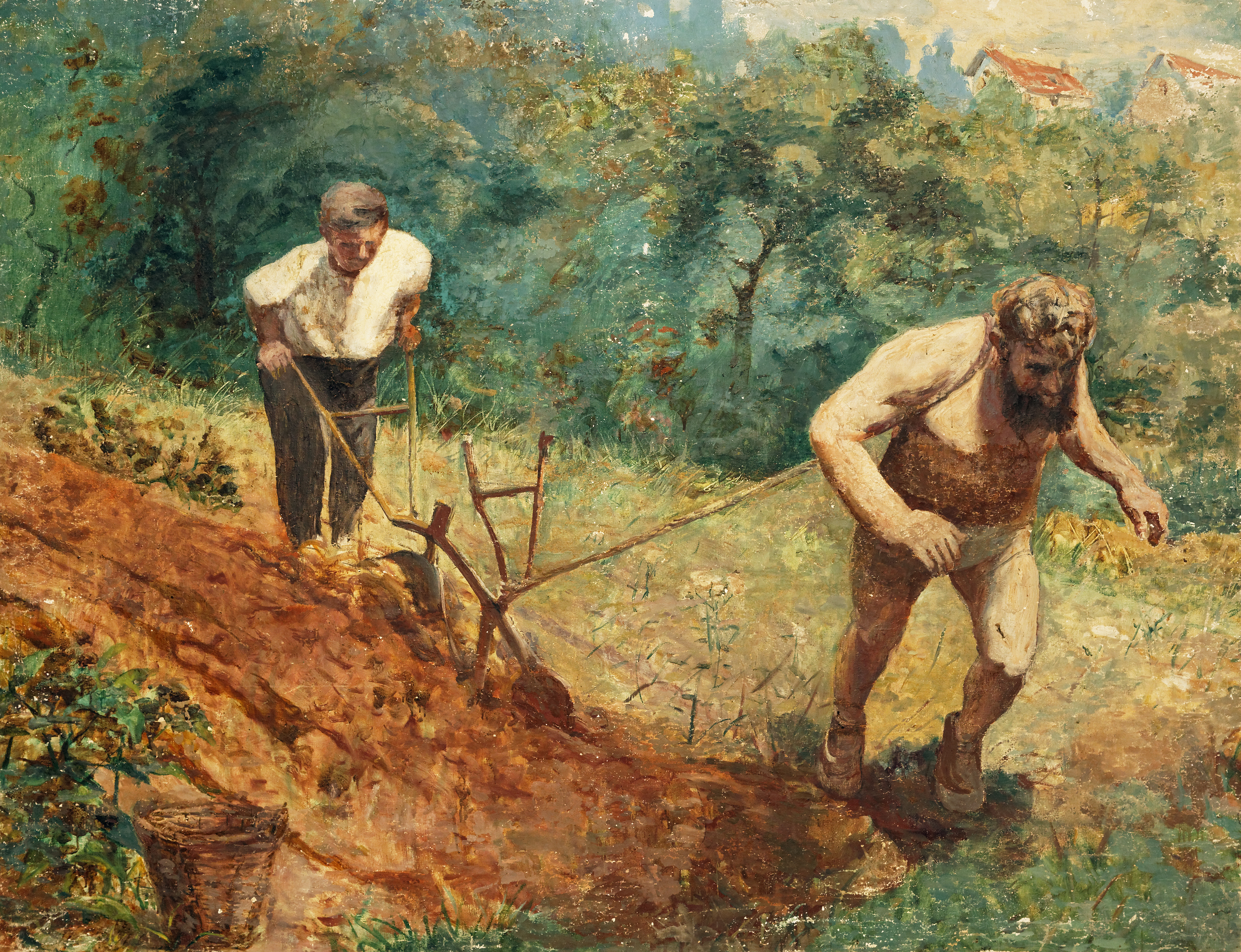
Camille Lambert, La charrue.

- Jésus chez les docteurs, pour l’église Notre-Dame de Lourdes du Val d’Athis-Mons, collection Baudet
- La Vierge et les apôtres, pour l’église Notre-Dame de Lourdes du Val d’Athis-Mons, collection Baudet
- Le calvaire, pour l’église Notre-Dame de Lourdes du Val d’Athis-Mons, collection Baudet
- La Visitation, pour l’église Notre-Dame de Lourdes du Val d’Athis-Mons, collection Baudet
- La Présentation au Temple, pour l’église Notre-Dame de Lourdes du Val d’Athis-Mons, collection de la ville de Juvisy-sur-Orge
- La ville de Juvisy au XVIIIe siècle, crayon, 1930, collection Baudet
- Jeunes filles au bain, collection de la ville de Juvisy-sur-Orge
- Femme, collection de la ville de Juvisy-sur-Orge
- Jeunes filles à l’ombrelle chinoise
- Femme et chèvres
- La braderie
- Le chariot de feu
- Le Golgotha
- Les sirènes
- Le bouquet
- L’Annonciation
- La Charrue
- Les Baigneuses
- Farandole.

### Expositions

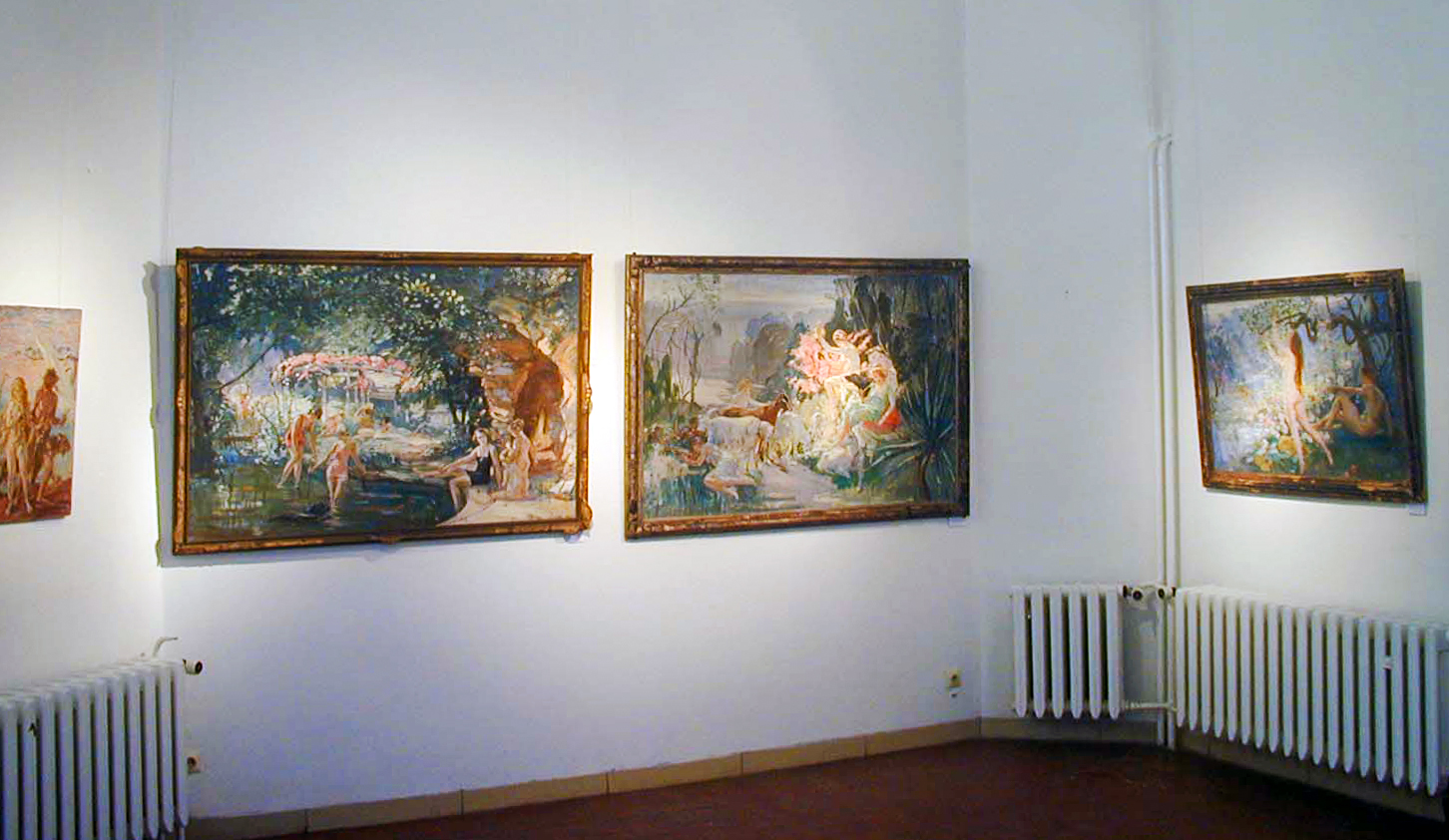
Vue de l'exposition à Thale, photo École et Espace d'art contemporain Camille Lambert, 2007.

- 1907 : Salon 1907, Bruxelles, Belgique.
- 1908 : Exposition d'art belge, Berlin[16].
- 1912 : Exposition au Stedelijk Museum Amsterdam[16].
- 1912 : Membre du cercle Pour l'art, il y expose en 1912 au vingtième salon[17],[18].
- 1913 : Salle Forst, Anvers, Belgique (exposition individuelle).
- 1913 : Exposition universelle de 1913 à Gand[16].
- 1914 : Exposition Générale des Beaux-Arts, Salon Triennale, Bruxelles, Palais du Cinquantenaire[16]
- 1920 : Salle Aeolian, Bruxelles, Belgique (exposition individuelle).
- 1921 : Exposition d'art belge , musée Galliera, Paris, France (œuvres exposées : Épisode des terreurs de l'occupation allemande, Fête du village, Entrée triomphale de la famille royale à Bruxelles)[19].
- 2007 : Exposition personnelle de Camille Lambert, Musée de Thale, Allemagne (exposition individuelle).
- 2008 : Exposition Ondes et miroirs[20], Ballina Arts Center, Ballina, Irlande (rétrospective).
- 2021 ; Arlon, Musée Gaspar (exposition individuelle).

### Collections publiques
- Musée archéologique d'Arlon[2];
- Musée des Beaux-Arts de Liège[2],[21] ;
- Beaux-Arts Mons[2],[21] ;
- Musée communal des Beaux-Arts d’Ixelles [21](Carnaval à Nice et Réunion d'artistes)[2] ;
- Musée Gaspar, Arlon, Belgique, collection de l'Institut archéologique du Luxembourg[22].
- Collection municipale, Juvisy-sur-Orge.

## Poursuite de la volonté de Camille Lambert

### L’École et Espace d’art contemporain Camille Lambert

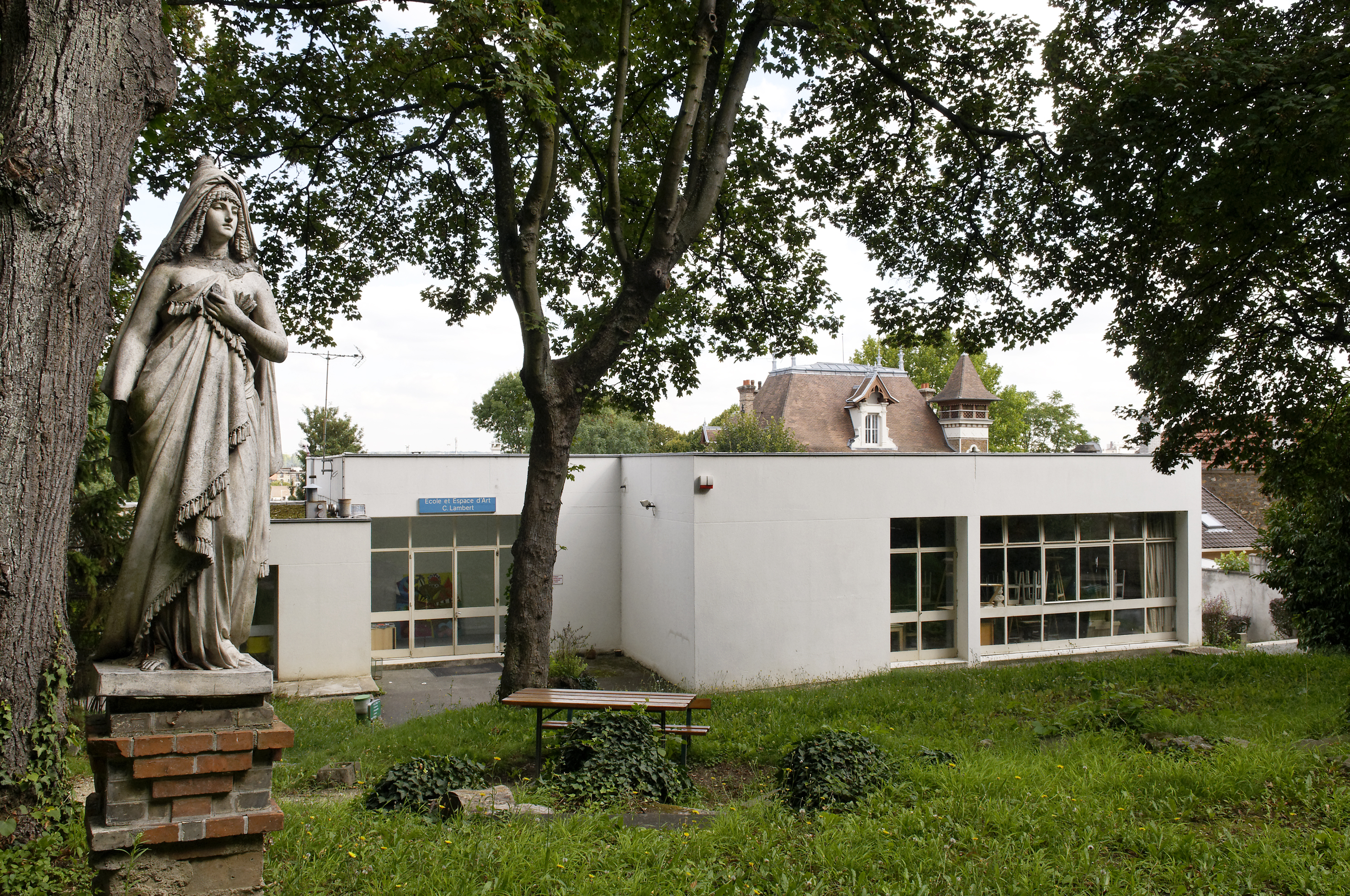
Vue du jardin de la maison de Camille Lambert et du nouveau bâtiment de l'École et Espace d'art contemporain Camille Lambert - crédit photo Laurent Ardhuin.

Grâce à l'impulsion initiée par Camille Lambert, l'École d’art qui porte désormais son nom a ouvert ses portes dès la fin des années 1960. En 1964, la maison de Camille Lambert est mise sous scellés (dans l’attente que d’éventuels héritiers ne se manifestent), jusqu'en 1971. Après quelques travaux, les ateliers réinvestissent le lieu. Dès lors, le pavillon est dévolu à l’enseignement artistique et les élèves sont accueillis dans la maison-atelier. En 1976 est construit un autre bâtiment sur la partie basse du jardin, avenue de la terrasse. Une galerie d'exposition y est créée en 1987. Depuis, l'École et Espace d'art contemporain Camille Lambert a entièrement déménagé dans le nouveau bâtiment et fait perdurer la vie des ateliers de pratiques amateurs parallèlement à une programmation artistique professionnelle.
Plus de deux-cents artistes ont exposé dans l'Espace d’art.

## Archives

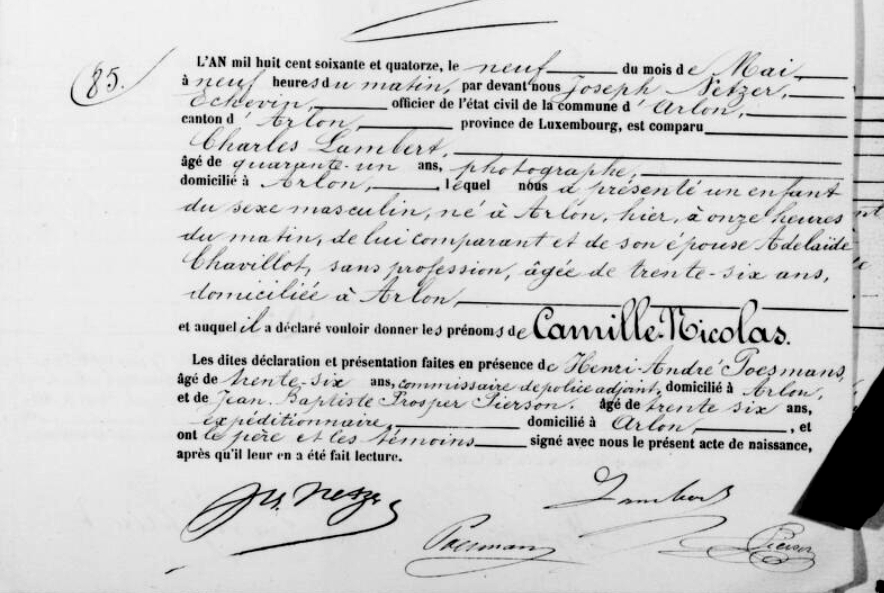
Acte de naissance de Camille Nicolas Lambert.